# Džibutski franak
Džibutski franak, ISO 4217: DJF je službeno sredstvo plaćanja u Džibutiju. Označava se simbolom Fdj, a dijeli se na 100 centima.
U optjecaju su kovanice od 1, 2, 5, 10, 20, 50, 100, 250, 500 franaka, i novčanice od 1000, 2000, 5000, 10.000 franaka.